# Papa Aniceto
Aniceto (Emesa, 90 circa – 166 circa) è stato l'11º vescovo di Roma e papa della Chiesa cattolica, che lo venera come santo. Fu papa, all'incirca, dal 154 al 166.

## Biografia
Aniceto (o Anicito) proveniva da Emesa in Siria. Non si sa per quale motivo Aniceto si fosse ritrovato a Roma; sembra, tuttavia, che fosse stato allontanato dalla Chiesa di Antiochia quale eretico mentre si opponeva al movimento gnostico.
In quegli anni a Roma era particolarmente ascoltata la predicazione di Marcione e nei primi anni del suo episcopato, Aniceto, appoggiato dalla scuola che aveva fondato san Giustino, concentrò i suoi sforzi per opporvisi. Durante il suo episcopato contrastò tali movimenti filosofici ergendosi a difensore della fede apostolica. Secondo il Liber pontificalis, inoltre, Aniceto decretò che ai sacerdoti non fosse permesso portare i capelli lunghi, in nome di una moralità degli ecclesiastici che doveva anche essere visibile.
Fu durante il suo episcopato che Policarpo di Smirne, l'ultimo dei discepoli degli apostoli, all'età di 80 anni, decise di recarsi a Roma. La visita di Policarpo fu dovuta alla controversia sulla data in cui celebrare la Pasqua. Policarpo e la sua chiesa di Smirne celebravano la Pasqua nel quattordicesimo giorno del mese di Nisan, come gli ebrei, indipendentemente dal giorno della settimana, mentre secondo la Chiesa Romana bisognava celebrare la Pasqua di domenica. Policarpo ed Aniceto non si accordarono su una data comune, ma si lasciarono in buoni rapporti, evitando quindi un doloroso scisma tra la Chiesa Romana e quella Greca, benché ciascuna adottasse una propria liturgia. Secondo Eusebio di Cesarea nella sua opera: Historia Ecclesiastica: «Policarpo non poteva persuadere Aniceto, né Aniceto Policarpo. La controversia non fu risolta, ma le relazioni non furono interrotte». La questione, però, si sarebbe protratta nei secoli successivi.
Lo stesso Eusebio riportava che, durante l'episcopato di Aniceto, anche lo storico cristiano Egesippo visitò Roma. Questa visita veniva spesso citata come segno dell'importanza della sede romana già dagli albori del cristianesimo.
Dopo il 161, sotto l'imperatore Marco Aurelio, prese vigore un nuovo movimento cristiano: il Montanismo. Questa eresia, portando ad una ascesi estrema, faceva tenere ai suoi appartenenti dei comportamenti antisociali che irritavano la componente non cristiana di Roma (che deteneva il potere statale) che non si preoccupava di distinguere tra cristiani "ortodossi" e cristiani "eretici". A causa di queste esagerazioni moltissimi vescovi furono condannati a morte e le persecuzioni ripresero a ritmi accelerati. Gli stessi san Policarpo e san Giustino patirono il martirio.

### Morte e sepoltura

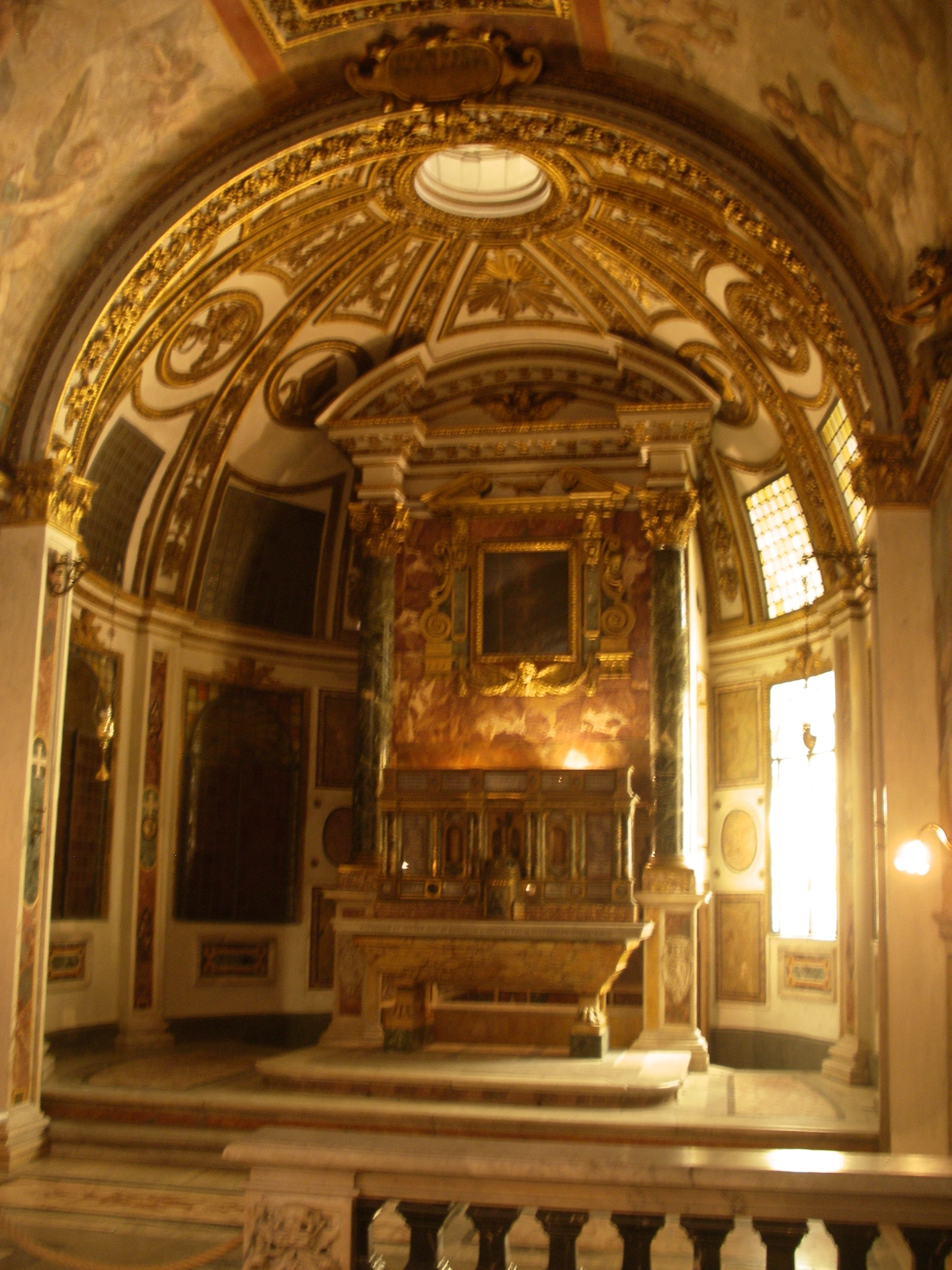
Tomba di papa Aniceto nel Palazzo Altemps

Gli storici successivi sostenevano che anche Aniceto avesse patito il martirio, ma la data varia tra il 16, il 17 e il 20 aprile, nessun dettaglio è conosciuto sul tipo di martirio, e non si hanno conferme documentarie.
Secondo la tradizione fu il primo vescovo di Roma ad essere sepolto in quelle che poi sarebbero diventate le catacombe di San Callisto.
Nel 1604 il suo corpo fu traslato nella cappella del Palazzo Altemps, dopo che papa Clemente VIII ebbe autorizzato la richiesta di Giovanni Angelo d'Altemps, II duca di Gallese di avere i resti di questo papa nella cappella di famiglia.

## Culto
La sua memoria liturgica si celebra il 20 aprile.
Dal Martirologio Romano (ed. 2004):
Una tradizione vuole che il padre di Aniceto fosse un certo Giovanni, originario di Vico Morcote, non lontano dal Lago di Lugano, emigrato in Siria in qualità di legionario romano. Una targa posta sulla chiesa parrocchiale di Vico Morcote ricorda la presunta origine del Pontefice: FIGLIO DI QUEST'UMILE VILLAGGIO / MUOVENDO CON L'AQUILE DI ROMA / GIOVANNI LEGIONARIO IN SIRIA / DIEDE DECIMO SUCCESSORE A S. PIETRO / IL FIGLIO PAPA SANT'ANICETO MARTIRE †167.